# Paraphyas
Paraphyas là một chi bướm đêm thuộc phân họ Tortricinae của họ Tortricidae.

## Các loài
- Paraphyas callixena Turner, 1927